# بعد 11/9
بعد 11 سبتمبر وهو الوقت الذي حصلت فيه هجمات 11 سبتمبر، وتميزت هذه الفترة بتزايد الاشتباه بغير الأمريكيين في الولايات المتحدة الأمريكية، وضاعفت الحكومة جهودها في التصدي للإرهاب، وسياسة خارجية أمريكية أكثر عدوانية.

## عواقب سياسية
«وعلينا أيضاً ألا ننسى أكثر الأحداث وضوحاً في التاريخ الحديث، في 11 سبتمبر 2001 لقد شعرت أميركا بضعفها ــ حتى إزاء التهديدات التي تتجمع على الجانب الآخر من الأرض، لقد حسمنا الأمر حينها، ونحن عازمون اليوم على مواجهة كل تهديد، من أي مصدر، يمكنه أن يجلب الرعب والمعاناة المفاجئة لأميركا» جورج بوش،2002.
أدت الهجمات إلى تغيراتٍ كبيرة وواسعة النطاق في سياسة الولايات المتحدة وسياستها الخارجية، على الصعيد المحلي اعتمد كلا الحزبين على تشريعاتٍ جديدة أو معززة لمكافحة الإرهاب، معظم هذه التشريعات مولتّها البلدان الغربية، منذ 9\11 واعتباراً من 2011 كان هناك 119,044 اعتقال لمكافحي الإرهاب، و35,117 مدان في 66 دولة، بالمقابل كان هناك بضع مئاتٍ من إدانات الإرهاب كل سنة قبل 9\11.
في السنوات الأخيرة خلال حرب أفغانستان والتي وصفت على أنها مجرد حرب، قد فقدت شعبيتها، وبدءاً من 2011، أكثر من 60% من الأمريكيين عارضوا الحرب.
عرضت مقابلة لفورت لاين عام 2021 وظهر خلالها مستشار الأمن القومي السابق بين رودز، وذكر أن دونالد ترمب كان رئيساً حقيقياً لما بعد أحداث 11 سبتمبر «كل اللغة، وكل الكلام، وكل كراهية الأجانب، وكل القومية التي تكون مستحيلة بدون 11 سبتمبر.» 

### وزارة الأمن الداخلي
المقال الرئيسي: وزارة الأمن الداخلي (الولايات المتحدة)
أنشئت الولايات المتحدة وزارة الأمن الداخلي رداً على الهجمات، وهي وزارة على مستوى مجلس الوزراء في الحكومة الفيدرالية للولايات المتحدة مكلفة بحماية أراضي الولايات المتحدة من الهجمات الإرهابية والاستجابة للكوارث الطبيعية.
مع ما يقارب 184,000 موظف، وزارة الأمن الداخلي هي ثالث أكبر وزارة في الحكومة الفيدرالية الأمريكية، بعد وزارة الدفاع ووزارة شؤون المحاربين القدامى، سياسة الوزارة مربوطة مع البيت الأبيض بوساطة مجلس الأمن الداخلي، ومن بين الوكالات الأخرى التي تضطلع بمسؤوليات كبيرة في مجال الأمن الداخلي وزارة الصحة والخدمات الإنسانية ووزارة العدل ووزارة الطاقة.

## الآثار الاجتماعية

### اشتباه
في الولايات المتحدة أنشطة كثيرة للأجانب أو المواطنين الأمريكيين كان ينظر إليها قبل 9\11 ببراءة (أو على أنها غريبة الأطوار)، ولكنه مشكوكٌ بها اليوم، وخاصةً فيما يتعلق بسلوك أي شخصٍ يبدو «عربياً» من حيث الملابس أو لون البشرة، أُبعد ستة أئمة مسلمين من طائرة أمريكية عندما صلوا قبل الرحلة وأظهروا «سلوكاً مشبوهاً»، طلبت عدة وكالاتٍ حكومية وقواتٍ للشرطة من الناس أن يراقبوا الناس حولهم وأن يبلغوا أي تصرفٍ «غريب»، وتطلب اللافتات المنشورة في جميع الأماكن العامة من المواطنين الإبلاغ عن أي شيء غير عادي، ونصحت وزارة الأمن الداخلي المواطنين بأن «يتحلوا باليقظة، وأن ينتبهوا إلى محيطهم، وأن يبلغوا السلطات المحلية فورا عن المواد أو الأنشطة المشبوهة».

### ردة فعل للتمييز
ومنذ الهجمات، وقع العرب والمسلمون والسيخ والأمريكيون من جنوب آسيا -فضلا عن أولئك الذين ينظر إليهم على أنهم أعضاء في هذه الجماعات- ضحايا للتهديدات والتخريب والحرق العمد والقتل في الولايات المتحدة.
كما ظهر التحيز ضد المسلمين في السياسة والسياسة العامة ووسائل الإعلام.
في السنوات التي تلت هجمات الحادي عشر من سبتمبر/أيلول 2001، ترسخت في الولايات المتحدة صناعة منزلية من خبراء المعلومات المضللة المكرسة لنشر المشاعر المعادية للإسلام، وتتألف هذه الصناعة من نواة محكمة من مراكز الفكر، والعلماء الزائفين، والمدونين، والناشطين الذين يتمتعون بالانضباط في رسائلهم المعادية للإسلام. وقد اكتسبت هذه الأرقام رواجا في وسائط الإعلام المحافظة وكذلك في السياسة العامة. وهذه الحركة الاجتماعية، التي يشار إليها في بعض الأحيان باسم حركة "مكافحة الجهاد"، موجودة أساساً لإثارة الخوف من الإسلام. وقد تجسدت هذه الحركة بعد 11 سبتمبر 2001، بالتوازي مع «الحرب على الإرهاب» التي قامت بها حكومة الولايات المتحدة، وحروب أفغانستان والعراق، وبرامج المراقبة المحلية، وكما يكتب المؤلف والباحث خالد بيضون في كتابه «كراهية الإسلام الأميركية»، فقد ربطت الدولة المسلمين، سواء كانوا مهاجرين أو مواطنين، يعيشون في الولايات المتحدة أو في الخارج، بالشك في الإرهاب، وسنت رسمياً حربًا من جبهتين: الحرب الخارجية والمراقبة وحفظ الأمن والحروب الثقافية المنتشرة داخل البلاد.
وفي حين ازدادت جرائم الكراهية والحوادث المتحيزة ضد المسلمين أو أولئك الذين ينظر إليهم على أنهم مسلمون في عصر ما بعد سبتمبر/أيلول 11، فإن الشبكة المتطورة من الجماعات المعادية للمسلمين لم تتشكل بالكامل حتى أصبح باراك أوباما رئيساً. اجتمع ذراع التنظيم الجماهيري للحركة في عام 2010 مع معارضة المركز الإسلامي بارك51 في مدينة نيويورك. في كتابه صناعة كراهية الإسلام، يكتب المؤلف ناثان لين، «المناخ السياسي والاجتماعي في عام 2010 كان مناسباً للتعبيرات عن الكراهية، وبعد مرور تسع سنوات على الحادي عشر من سبتمبر/أيلول 2001، وهو الوقت الذي كان كثيرون يتوقعون فيه أن تتراجع المشاعر المعادية للمسلمين، وفي الواقع أنها كانت أعلى من الأيام والأسابيع التي أعقبت تلك المأساة المروعة».
في عام 2010، أصبح مركز إسلامي مقترح في مانهاتن السفلى في مدينة نيويورك نقطة اشتعال لكراهية الإسلام في الولايات المتحدة، ولقد قاد هذا الجهد إلى حد كبير روبرت سبنسر وباميلا جيلر، وهما مدونان معاديان للمسلمين يستمران في تشكيل مجموعة "وقف إسلام أميركا"، وجاء الاثنان المعارضان للمركز الإسلامي بارك51 المقترح، أو "مسجد أرض الصفر" كما أطلق عليه في وقت لاحق نظرا لقربه من أبراج مركز التجارة العالمي التي سقطت، وادعت جيلر أن المسلمين في جميع أنحاء العالم سينظرون إلى المسجد على أنه "نصب تذكاري مثالي" مبني على "أرض مهزومة"، وانضمت شخصيات سياسية أخرى إلى نشر نظريات المؤامرة بشأن بارك51، ولقد وصفتها نائبة الرئيس الأمريكي السابقة (سارة بالين) بأنها "خطأ لا يطاق على الأرض المقدسة"، وقد أعرب رئيس مجلس النواب السابق نيوت جينجريتش عن أسفه لذلك باعتباره "عملا من أعمال الانتصار.
نظم سبنسر وجيلر مظاهرة ضد المسجد عام 2010، ما لفت الحشود الداعمة والمناهضة إلى المركز الإسلامي المقترح، في 2011، أنتج سبنسر وجيلر فيلماً بعنوان «مسجد أرض الصفر: الموجة الثانية من هجمات 9/11»، وستكون هذه الحملة الأولى من بين عدة حملات معارضة بارزة في المساجد، مع تنظيم حملة أخرى في العام نفسه في مورفريسبورو، تينيسي.
ومنذ ذلك الحين، ازدادت ظاهرة كراهية الإسلام المنظمة في الفترة التي تلت هجمات 11 أيلول/سبتمبر. وأفاد مركز قانون الفقر الجنوبي عن زيادة بنسبة 197 في المائة في جماعات الكراهية ضد المسلمين بين عامي 2015 و2016، حيث ارتفعت من 34 إلى 101 مجموعة نشطة، وظل هذا العدد مرتفعا منذ ذلك الحين، حيث قام الجيش الشعبي لتحرير السودان بتوثيق 72 جماعة تحض على الكراهية ضد المسلمين في عام 2020، واستمرت هذه المجموعات في كسب الفرص في وسائط الإعلام والسياسة.
وقد وفرت وسائل الإعلام مثل فوكس نيوز مساحة لشخصيات كراهية للإسلام مثل بريجيت غابرييل وروبرت سبنسر وفرانك غافني، وهذه الشخصيات مدعوة مراراً وتكراراً على شبكة فوكس لمناقشة الإسلام والإرهاب والأمن القومي، على الرغم من أجندتها المتحيزة، كما اتُهمت وسائل الإعلام مثل سي إن إن (مصدر) وMSNBC بإثارة الإسلام.
وثبت أن نشر كراهية الإسلام كان مناسباً سياسياً في عصر ما بعد 11 أيلول/سبتمبر، واكتسب أعضاء الجماعات التي تكره الإسلام حلفاء سياسيين على المستوى الاتحادي ومستوى الولايات، وقد ظهر السيد تيد كروز في الأحداث التي عُرضت على مركز الفكر المناهض للمسلمين في مجال السياسة الأمنية، فقد استغل كروز مؤسس مركز السياسة الأمنية فرانك غافني للعمل في مجال استشارته في مجال السياسة الخارجية أثناء فترة رئاسته عام 2016.
حضر النواب الجمهوريون سكوت بيري وبريان بابين وثمانية مشرعين اتحاديين آخرين المؤتمر الوطني لأمريكا في واشنطن العاصمة، حيث عينت الحركة الشعبية لتحرير السودان كجماعة معادية للمسلمين في أمريكا، وحصل النائب السابق عن ولاية واشنطن مات شيا على جائزة من ACT في عام 2015. وقال شيا بعد حصوله على الجائزة: «لقد خدمت بلدي بفخر، وحاربت الإرهاب خلال جولات قتالية في البوسنة والعراق، ولكن 11 أيلول/أيلول علمنا درسا قاسيا مفاده أنه يجب علينا أن نكون يقظين دائما هنا في وطننا، يجب أن نكون دائما مستعدين وACT دفاعا عن بلدنا ودستورنا وحريتنا»، وفي نهاية المطاف، ستتسلل الأفكار والناس والسياسات المعادية للإسلام إلى أعلى المناصب خلال إدارة ترامب.
ويبدو أن السياسة هي أحد الدوافع الرئيسية لكراهية الإسلام، وجد تقرير صادر عن نيو أمريكا في عام 2018 أن الحملات الانتخابية المتعصبة كانت أكثر عرضة لدفع النشاط المعادي للمسلمين بدلا من الهجمات الإرهابية، وقال روبرت ماكينزي، وهو زميل بارز في نيو أميركا لصحيفة "ذا إنتربت": "بالنظر إلى الإحصائيات، من الواضح أن ارتفاع هذه الحوادث مرتبط بالدورة الانتخابية"، وقال أيضاً " إذا حدثت طفرات في النشاط المعادي للمسلمين فقط بسبب الإرهاب، فإننا نتوقع ان نرى المزيد من هذه الحوادث عقب هجمات بارزة مثل تفجير ماراثون بوسطن وشارلي إيبدو، بيد اننا لم نفعل ذلك، ما لدينا هو أن الناس الذين يترشحون لمنصبٍ منتخب يستخدمون مكبرات الصوت للحديث عن مدى خطورة المسلمين.
وجد استطلاع للرأي أجراه معهد السياسة الاجتماعية والتفاهم في عام 2019 أن السياسة من المرجح أن تدفع الإسلاموفوبيا مقابل إيمان المرء، كما وجد الاستطلاع أن أولئك الذين يعتنقون الإسلاموفوبيا، من المرجح أن تكون معتقداتهم غير متسامحة تجاه اليهود أو أفراد مجتمع الميم. وكما يلاحظ المؤلف والباحث ديبا كومار "في المجال السياسي، لا سيما خلال سنة الانتخابات، تعمل الإسلاموفوبيا على حشد الدعم السياسي للمرشحين، الذين يأملون في ترجمته إلى أصوات، في حين أن دونالد ترامب هو الصوت الأكثر فظاعة ووضوحا للعنصرية المعادية للمسلمين في هذه المجموعة، إلا أن هذه الظاهرة أكبر بكثير من ترامب. وكما قلت في مكان آخر، فإن هذا مشروع من الحزبين الجمهوري والديمقراطي، إن الحرب التي لا نهاية لها على الإرهاب التي استهلكت تريليونات الدولارات لا يمكن أن تستمر دون خوف من عدوٍ إرهابيٍ مسلم.
أصبح الترويج للخطاب المعادي للإسلام في عالم ما بعد 11 أيلول/سبتمبر وظيفة مربحة مع ملايين الدولارات حول الحركة، حيث وجد تقرير صادر عن مركز التقدم الأمريكي في عام 2013 أن 42.6 مليون دولار لمراكز الفكر المعادية للإسلام بين عامي 2001 و2009، ووجد تقرير صادر عن مجلس العلاقات الأمريكية الإسلامية في عام 2019 أنه تم تحويل 125 مليون دولار إلى جماعات كراهية الإسلام من خلال المؤسسات والصناديق التي نصح بها المانحون بين عامي 2014 و2016.

### مخاوف أمنية
بسبب العديد من الأميركيين الذين لديهم خوف من الطيران، زاد استخدام السيارات بعد الهجمات، وأسفر ذلك عن وفاة ما يقدر ب 1,595 شخصا إضافيا على الطرق السريعة في السنة التالية، هذا الخوف من الطيران خلق أيضا إدارة أمن النقل (TSA)، والتي تستخدم لزيادة السلامة والحد من الخوف من الطيران في المواطنين.

### الرقابة المفروضة
وقد تم تحرير الأفلام والبرامج التلفزيونية التي أنتجت قبل عام 2001 التي تعرض البرجين التوأمين لمركز التجارة العالمي أو أحداث مماثلة لأحداث 11 أيلول/أيلول في عمليات إعادة بث على شاشة التلفزيون. ومن الأمثلة على ذلك حلقة من مسلسل «عائلة سمبسون»، «مدينة نيويورك ضد هوميروس سيمبسون»، الذي يشكل مركز التجارة العالمي الإعداد الرئيسي له.
بعد 11 أيلول/سبتمبر، أصدرت كلير تشانل كوميونيكيشنز (مالكة أكثر من 1000 محطة إذاعية في الولايات المتحدة) قائمة بالأغاني التي اعتبرت "غير مناسبة"، لم يتم حظر الأغاني بشكل صريح، ولكن نصحت المحطات بعدم تشغيلها.
أصدرت فرقة دريم ثياتر التي تتخذ من نيويورك مقرا لها ألبوما مباشرا بعنوان مشاهد حية من نيويورك في 11 سبتمبر 2001. صور فن الغلاف أفق مانهاتن، بما في ذلك أبراج مركز التجارة العالمي المشتعلة، وقد تم استدعاؤهم على الفور، وتغير العمل الفني.
فرقة أخرى مقرها نيويورك ذا ستروكس، كان الألبوم يسمى في الأصل «شرطة مدينة نيويورك» وفي 9 تشرين الأول/أكتوبر صدر الألبوم، الذي صدر في البداية في حزيران من ذلك العام في أستراليا، في 9 تشرين الأول/أكتوبر، مع إصدار الألبوم، «شرطة مدينة نيويورك» أزيلت واستبدلت ب «عندما بدأت» نتيجة الهجمات.
في عمل من أعمال الرقابة الذاتية، غيرت فرقة الروك الأمريكية جيمي إيت وورلد عنوان ألبومها الثالث، بليد أمريكان، إلى ألبوم ذاتي العنوان، بعد الهجمات.
تم تغيير الفيديو الموسيقي لأغنية تدعى «قطعة قطعة» من قبل الفرقة البريطانية فيدير، الفيديو الأصلي صور شخصيات متحركة من الفرقة تلعب في ناطحة سحاب في نيويورك مع مركز التجارة العالمي في الخلفية والطائرات تحلق بالقرب من، الفرقة في وقت لاحق قفزت من نافذة المبنى.
عندما سجل شون ألتمان «غيبوبة جامبوري» لألبوم GrooveBarbers Guts، غير كلمات الأغنية إلى «هناك زومبي أكابيلا يغني أسفل برودواي» بدلا من السطر الذي كان هو وروكابيلا قد غناه لسنوات «هناك غيبوبة عالية الأسلاك بين برجي التجارة العالمية».
اضطرت الفرقة البريطانية بوش لتغيير اسم أغنيتهم 'السرعة تقتل' إلى الشعب الذي نحبه، كما غيروا العمل الفني الأصلي لألبومهم غولدن ستايت قبل صدوره الذي صور في الأصل صورة لطائرة في الجو.